# Josep Ornosa i Soler

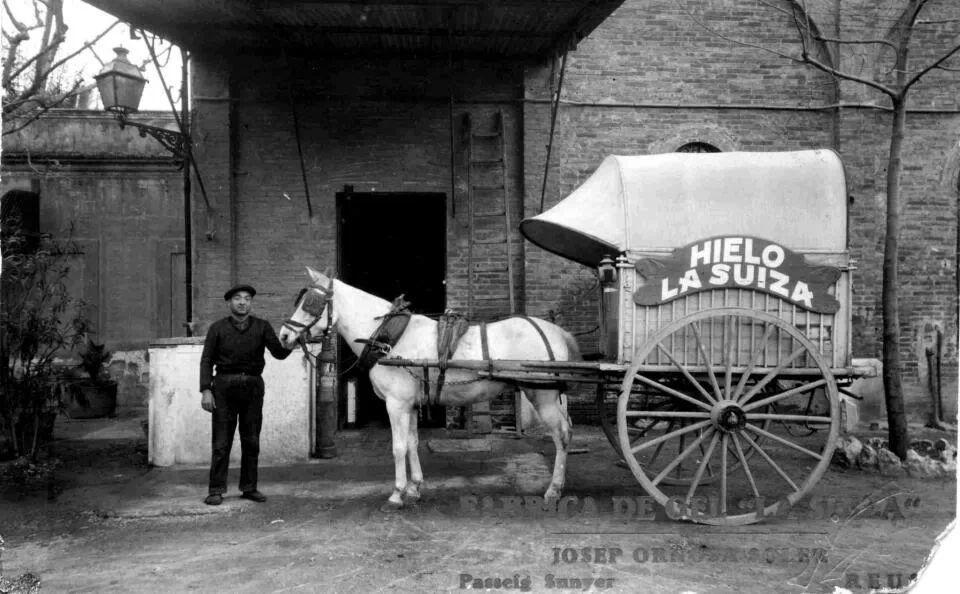
Transport del gel de la fàbrica La Suiza

Josep Ornosa i Soler (Reus, 1889 - 1971) va ser un industrial i fotògraf català.
Dedicat inicialment al comerç de vins a l'empresa que provenia del seu pare, va instal·lar-hi després una fàbrica de gel anomenada "La Suiza", amb una gran producció, que s'acabà quan van aparèixer les neveres elèctriques. Germà del farmacèutic Pau Ornosa, que va ser alcalde de Reus el 1950 i 1951, era molt aficionat a la fotografia i va participar en nombrosos salons fotogràfics, tant a nivell de l'estat espanyol com als Salons de la Reial Societat Britànica de Fotografia i a diversos països europeus. Va guanyar premis a moltes de les exposicions on es presentava, entre ells, dues Medalles Gaudí. Una fotografia seva, que mostra un Crucifix i un Missal, va tancar l'emissió de nit de la televisió espanyola durant molts anys.
Els seus inicis fotogràfics, comencen quan estudiava a les escoles Cristianes de la Salle Bonanova. Les seves primeres obres conegudes són de 1914. Un bombardeig durant la Guerra Civil va destruir casa seva a Reus i es van perdre una gran part dels seus arxius fotogràfics. En la postguerra va seguir amb la fotografia. Al pati de la seva fàbrica de gel reunia una tertúlia fotogràfica on es trobaven diversos fotògrafs locals com Manuel Cuadrada, Prunera i Borràs. Les seves obres exposen temes amb boires, nocturns, temes religiosos, imatges, processons, flors, interior d'esglésies, claustres de monestirs, etc.
Des de la seva joventut va militar en el partit conservador. Durant la dictadura de Primo de Rivera va ser regidor de l'ajuntament de Reus i durant el franquisme va ser tinent d'alcalde a l'Ajuntament, i ocupà la regidoria Cultura. Va recuperar la tradició de regalar als nens coques amb cireres per Corpus. Va col·laborar a la premsa local abans i després de la guerra civil: Diari de Reus, Reus, Algo, i al Diario Español de Tarragona. Bona part de la seva obra va ser donada per les seves filles a la Fototeca Municipal de Reus, situada al Centre de la Imatge Mas d'Iglésies.